# Vườn quốc gia Kaeng Krachan
Kaeng Krachan (tiếng Thái: แก่งกระจาน) là vườn quốc gia lớn nhất tại Thái Lan. Nằm ở biên giới với Myanmar, vườn quốc gia này tiếp giáp với Khu bảo tồn thiên nhiên Tanintharyi. Do gần với thị xã du lịch Hua Hin nên vườn quốc gia được nhiều du khách biết đến. 

## Địa lý
Vườn quốc gia này bao gồm một phần của các huyện Nong Ya Plong, Kaeng Krachan và Tha Yang thuộc tỉnh Phetchaburi, và Hua Hin của tỉnh Prachuap Khiri Khan. Vườn quốc gian này chủ yếu là rừng mưa nhiệt đới ở trên sườn đông của dãy núi Tenasserim. Điểm cao nhất tại vườn quốc gia là 1.513 mét tại khu vực chung giữa Thái Lan và Myanamar. Đỉnh cao thứ hai tại vườn quốc gia là Kao Panern Toong cao 1.207 mét. Có hai sông chảy trong vườn quốc gia này là sông Pranburi và Phetchaburi. Đập Kaeng Krachan nằm trên sông Phetchaburi tại ranh giới phía đông của vườn quốc gia. Đập này được xây dựng vào năm 1966 để tạo ra một hồ chứa rộng 46,5 km².

## Lịch sử
Vườn quốc gia này được lập ngày 12 tháng 6 năm 1981 và là vườn quốc gia thứ 28 của Thái Lan. Ban đầu có diện tích 2.478 km², nó được mở rộng ngày 27/12/1984.
Vườn quốc gia này được đưa vào danh sách vườn di sản ASEAN. Năm 2005, nó cũng được đề cử di sản thế giới với UNESCO. Năm 2021, nó đã trở thành một phần của Tổ hợp rừng Kaeng Krachan chính thức được công nhận là Di sản thế giới.

## Hệ động thực vật
Vườn quốc gia này là nơi sinh sống của 91 loài động vật có vú và 461 loài chim. Khu rừng tại vườn quốc gia có sự đa dạng sinh học cao của các loài thực vật nhiệt đới bao gồm các loài cây lá rộng nhiệt đới và cận nhiệt đới.